# Gaoxian (köpinghuvudort i Kina, Shanxi Sheng, lat 35,72, long 111,42)
Gaoxian är en köpinghuvudort i Kina. Den ligger i provinsen Shanxi, i den norra delen av landet, omkring 260 kilometer sydväst om provinshuvudstaden Taiyuan. Antalet invånare är 29 825. Befolkningen består av 14 035 kvinnor och 15 790 män. Barn under 15 år utgör 13,0 %, vuxna 15-64 år 78 %, och äldre över 65 år 7,0 %.
Runt Gaoxian är det tätbefolkat, med 297 invånare per kvadratkilometer. Närmaste större samhälle är Fencheng, 17,1 km nordväst om Gaoxian. Trakten runt Gaoxian består till största delen av jordbruksmark.
Genomsnittlig årsnederbörd är 635 millimeter. Den regnigaste månaden är juli, med i genomsnitt 164 mm nederbörd, och den torraste är december, med 3 mm nederbörd.